# Louis VI de Rohan-Guéméné
Louis VI de Rohan-Guémené (3 avril 1540 - 4 juin 1611) est comte de Montbazon en 1557 et 1er prince de Guéméné en 1571.
Capitaine d'une compagnie de 50 hommes d'armes des ordonnances du roi, chevalier de l'Ordre de Saint-Michel en 1570, prince de Guéméné par lettres patentes du roi Charles IX données à Monceau, en septembre 1570, et enregistrées au Parlement de Rennes en 1571.
Il attribue le comté de Montbazon à son fils ainé Louis VII en 1581. Montbazon sera erigé en duché-pairie en 1588. À la mort de Louis VII sans descendance en 1589, il attribue cette fois Montbazon à son troisième fils Hercule, qui sera également nommé duc et pair de Montbazon en 1594. Son second fils Pierre sera son successeur comme prince de Guémené.

## Famille
Fils de Louis V de Rohan-Guémené, (1513-1557) et de Marguerite de Laval, il épouse le 22 juillet 1561 Eléonore de Rohan-Gié (1539-1583), fille héritière de François de Rohan-Gié, avec qui il a :
- Louis VII de Rohan (1562-1589), comte, puis duc de Montbazon,
- Pierre de Rohan (1567-1622), prince de Guémené,
- Hercule de Rohan (1568-1654), comte, puis duc de Montbazon,
- Isabelle de Rohan, dame de Condé-sur-Noireau, x 1593 Nicolas de Pellevé, comte de Flers,
- Sylvie de Rohan (1570-1651), x 1594 François, fils d'Antoine d'Epinay († 1591), seigneur de Broons,
- Marguerite de Rohan, x 1° 1605 Charles d'Epinay de Durtal de Matheflon († 1607), et 2° 1612 Léonard-Philibert vicomte de Pompadour.

Le 1er février 1586, il épouse Françoise de Laval en secondes noces.